# Équipe d'Autriche de hockey sur gazon
Maillots
L'Équipe d'Autriche de hockey sur gazon représente l'Autriche dans les compétitions internationales masculines de hockey sur gazon et est contrôlée par l'Association autrichienne de hockey. Elle est affiliée à la Fédération internationale de hockey et à la Fédération européenne de hockey.
L'Autriche participe principalement au Championnat d'Europe II où elle a terminé deuxième à deux reprises. Ils se sont également qualifiés cinq fois pour le Championnat d'Europe où ils ont terminé septièmes du Championnat d'Europe masculin de hockey sur gazon 2009 et du Championnat d'Europe masculin de hockey sur gazon 2017. Ils ne se sont jamais qualifiés pour la Coupe du monde mais ils ont disputé trois Jeux olympiques, leur dernière apparition remonte à 1952.

## Histoire dans les tournois

### Jeux olympiques
- 1928 - 9e place
- 1948 - 8e place
- 1952 - 7e place

### Championnat d'Europe
- 1970 - 11e place
- 1974 - 15e place
- 1983 - 11e place
- 2009 - 7e place
- 2017 - 7e place
- 2023 - Qualifiée

### Championnat II d'Europe
- 2005 - 4e place
- 2007 -
- 2011 - 4e place
- 2013 -
- 2015 -
- 2019 -
- 2021 -

### Ligue mondiale
- 2012-2013 - 22e place
- 2014-2015 - 19e place
- 2016-2017 - 25e place

### Hockey Series
- 2018-2019 - Finales